# David García de la Cruz
David García de la Cruz (Manresa, 16 de gener de 1981) és un exfutbolista català que jugava de lateral esquerre.

## Trajectòria
Havent estat un producte del planter del club, debutà a la màxima competició nacional al 8 de gener de 2000 en un partit de la lliga contra el Deportivo de la Coruña. Des de llavors, ha estat un jugador predilecte pels entrenadors a la banda esquerra de la defensa. Es va estar onze anys al primer equip de l'Espanyol, fins que fitxà a l'estiu del 2011 pel Girona FC.
El juliol de 2013, després d'haver esdevingut una peça imprescindible en les diferents composicions defensives de l'equip, va renovar per dues temporades més amb l'equip gironí.

## Palmarès
| Títol          | Club         | Any       |
| -------------- | ------------ | --------- |
| Copa del Rei   | RCD Espanyol | 1999-2000 |
| Copa del Rei   | RCD Espanyol | 2005-2006 |
| Copa Catalunya | RCD Espanyol | 2005-2006 |
| Subcampió UEFA | RCD Espanyol | 2006-2007 |